# مادة التفكير
مادة التّفكير: الّلغة كنافذة للطّبيعة البشريّة، هو كتاب نُشر في عام 2007م للكاتب وعالم النّفس التّجريبيّ ستيفن بينكر. في هذا الكتاب بالذّات «يحلل بينكر كيفيّة ارتباط كلماتنا بالأفكار والعالم من حولنا، ويكشف ما يخبرنا ذلك عن أنفسنا». بعبارة أخرى، فإن بينكر «يبحث عن سر الطّبيعة البشريّة من خلال فحص كيفيّة استخدامنا للكلمات». وصل الكتاب لمركز أكثر الكتب مبيعاً حسب تصنيف مجلة نيويورك تايمز.

## الملخص
يقول بينكر أن الّلغة توفّر نافذة للطّبيعة البشريّة، وأنّ «تحليل اللغة، يمكن أن يكشف عمّا يفكر فيه النّاس ويشعرون به». كما يؤكّد بينكر على أنّ اللغة يجب أن تفعل أمرين مهمّين هما:
1. أن تنقل رسالة معيّنة للمتلقّين.
2. أن تفاوض على العلاقة الاجتماعيّة بين المتحدّث والجمهور.

هذه هي وظائف اللغة، أي أن الوظائف اللغة تركّز بشكل مباشر على هذين المستويين.
على سبيل المثال عندما يقول أحدهم: «إذا كان بإمكانك أن تمرر الملح، سيكون ذلك رائعاً»، استعملت اللغة لطلب شيء ما بهذه الصيغة على الرغم من أنه طلب غير رسمي، كما استعملت أيضاً من أجل إظهار الشخص بصورة مهذبة –عندما استعمل اللغة بشكل مناسب لكي لا يظهر بصورة الشخص الذي يوجّه الأوامر-؛ يقول بينكر عن هذا المثال:
من هذه النقطة، يتساءل بينكر «ما الذي تخبرنا به تراكيبنا الغريبة من الشّتائم عن أنفسنا؟»؛ بمعنى آخر، ما الذي تعنيه تماماً كلمة (Fuck) في التركيب (Fuck you)؟
كما نوقش في فصل «الكلمات السبعة» التي لا يمكنك قولها على التّلفاز، فإن هذه الأفكار تحتاج إلى القيام بجولةٍ على الأعمال السابقة لبينكر، والتي ترسم بشكلٍ واضحٍ النّافذة للطّبيعة البشريّة على أنّها «خصائص مميّزة وعالميّة، وبعضها فطريّ، تحدّدها الجّينات عند الولادة بدلاً من أن تشكّلها البيئة في المقام الأوّل».